# Molnárfecsketelep
A Molnárfecsketelep Szolnok legjelentősebb természeti értéke, az épített környezet és a természet együttélésének szép példája. A régebbi építésű belvárosi házak erkélyei, balkonjai alá molnárfecskék építették fel fészkeiket. A legtöbb fészek a Ságvári Endre körúton található.
Az ország legnagyobb ismert fészkelő telepe 1980 óta védett egyedi természeti érték. Jász-Nagykun-Szolnok vármegye 33 helyi jelentőségű védett természeti területének egyike.
A közeli Zagyva és a Tisza árterei, partjai mentén rengeteg rovar él, amelyek képesek eltartani több száz molnárfecskepárt a városban.

## Molnárfecske
A verébalakúak rendjéhez, ezen belül a fecskefélék családjához tartozó molnárfecskék testhossza 13 centiméter, szárnyfesztávolsága 26–29 centiméter, testtömege 13–23 gramm. Nagy csapatokban vonuló madár; repülő rovarokkal táplálkozik.
A molnárfecskét veszélyezteti a fészkelésre való helyek megfogyatkozása. Magyarországon védett állat, természetvédelmi értéke 10 000 forint.
A molnárfecskék Magyarországon áprilistól októberig rendszeresen fészkelő madarak. A fészek agyagból készül, elkészítéséhez körülbelül 2500-szor kell fordulnia. Egy fészekaljban 4-5 tojás van. A szülők felváltva kotlanak, körülbelül két hétig. A fiatal madarak 3,5-4 hetes korukban repülnek ki.

## Emléktábla

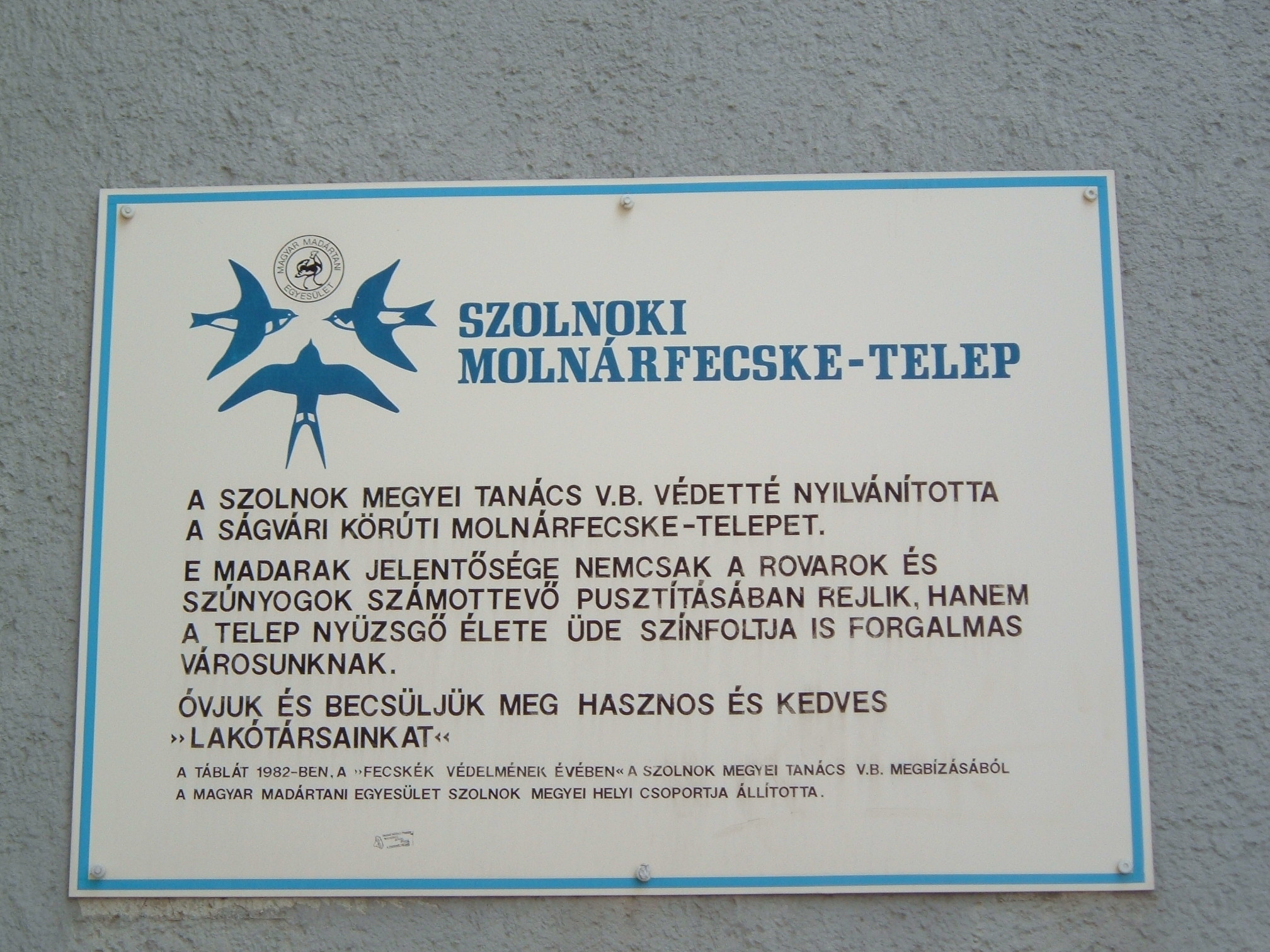
Emléktábla

A Magyar Madártani Egyesület Szolnok Megyei Helyi Csoportja emléktáblát állított 1982-ben, a fecskék védelmének évében:
E madarak jelentősége nemcsak a rovarok és szúnyogok számottevő pusztításában rejlik, hanem  a telep nyüzsgő élete üde színfoltja is forgalmas városunknak.